# Sládkovičovo
Sládkovičovo (Hongaars: Diószeg) is een Slowaakse gemeente in de regio Trnava, en maakt deel uit van het district Galanta. Sládkovičovo telt 5.654 inwoners.
In 1910 was de bevolking van de gemeente nog uitsluitend Hongaarstalig. Dit veranderde toen in de jaren 1946-48 een derde deel van de Hongaren werd gedwongen te verhuizen naar Hongarije tijdens de Tsjechoslowaaks-Hongaarse bevolkingsruil. Sindsdien is het aantal Hongaren verder teruggelopen en sinds de jaren '90 werden de Hongaren een minderheid. In 2011 verklaarde 32% van de bevolking te behoren tot de Hongaarse minderheid in Slowakije.
Direct ten zuiden van de gemeente begint het Hongaars taalgebied dat het volledige zuiden van Slowakije omvat. De inwoners behoren tot de Hongaarse minderheid in Slowakije.

## Geboren
- Ladislav Molnár (1960), Slowaaks voetballer

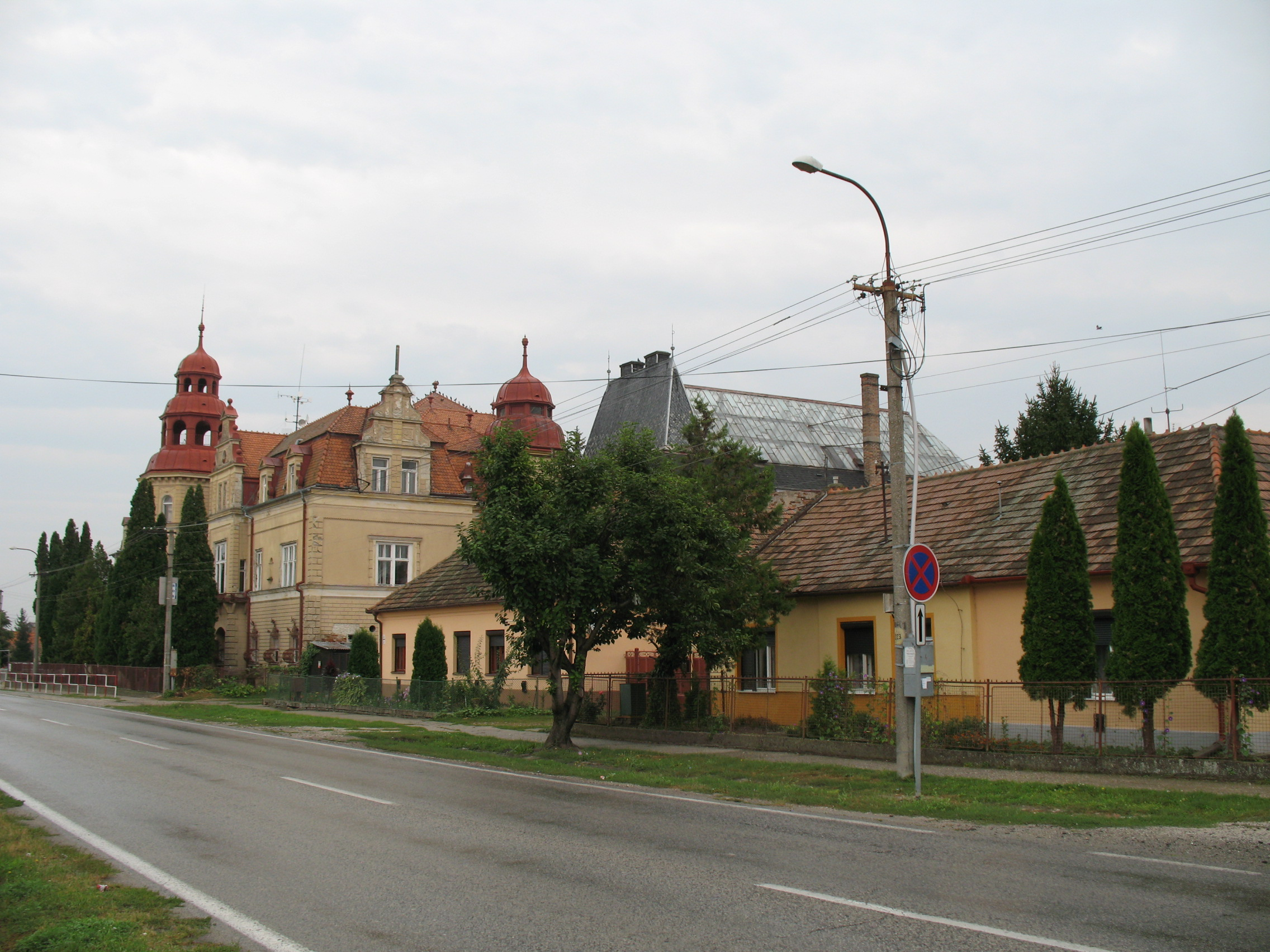
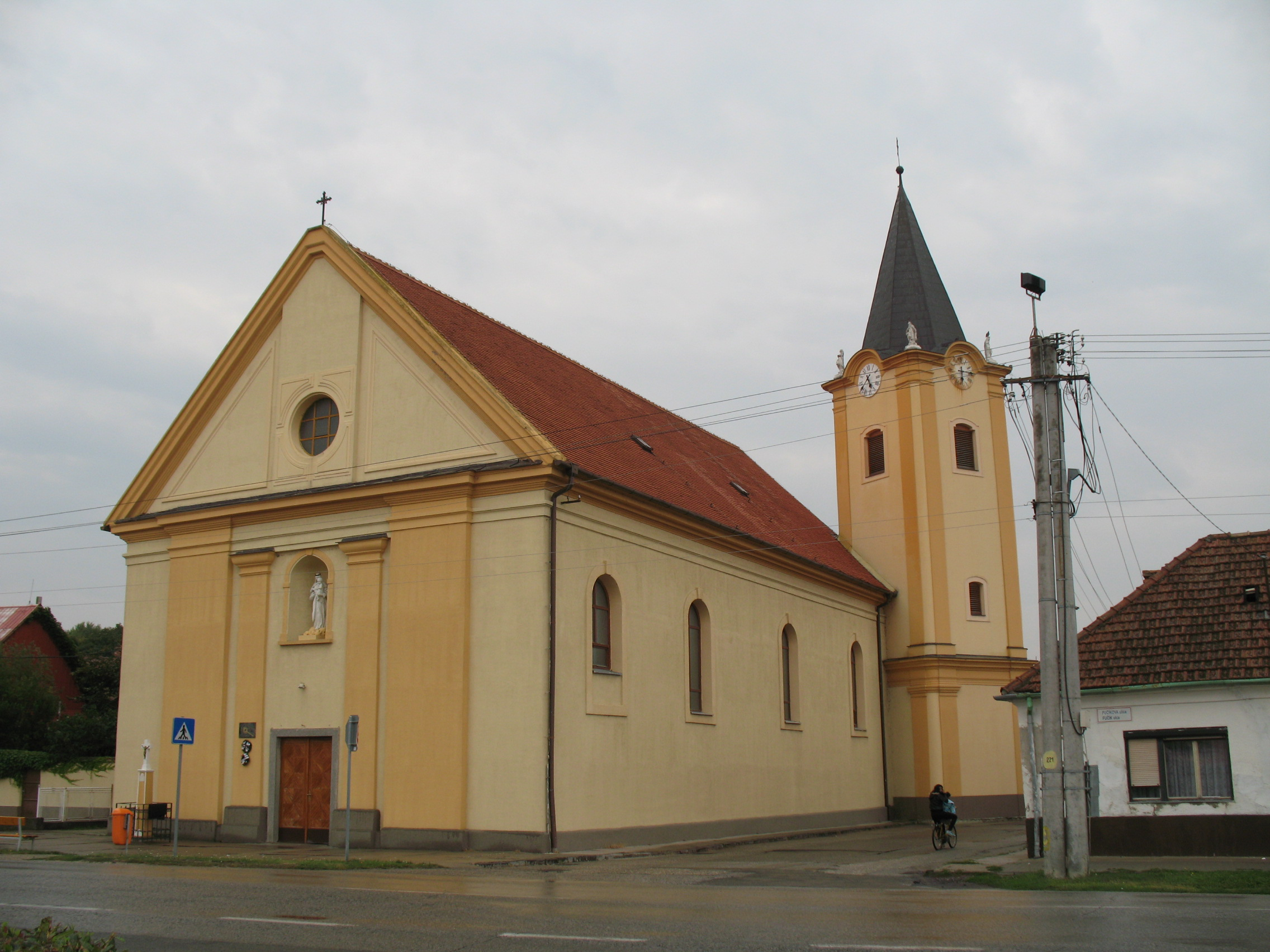